# جبهه متحد (افغانستان)
ائتلاف گروه‌های متخاصم زیر چتر دولت اسلامی افغانستان تحت رهبری ریس جمهور برهان الدین ربانی و فرماندهی احمد شاه مسعود برای مبارزهٔ مشترک با تهاجم طالبان و ارتش پاکستان و هراس افگنان افراطی و بین الملی به رهبری اسامه بن لادن در افغانستان منجر به ایجاد جبهه متحد برای دفاع از افغانستان گردید که نقش عمده‌ای در مقابله در برابر پیشروی طالبان، القاعده و نیروهای قبایل پاکستانی و ارتش پاکستان در افغانستان ایفا نمود. دولت اسلامی افغانستان با کشورهای جمهوری مردم چین و روسیه و هند و ایالات متحده آمریکا و دیگر کشورهای اروپایی روابط وسیعی داشت و منحیث دولت رسمی افغانستان از سال ۱۹۹۶ تا ۲۰۰۱ در سازمان ملل به جای رژیم طالبان شناخته می‌شد.